# Маркус Зедер
Маркус Томас Теодор Зедер (нім. Markus Thomas Theodor Söder; нар. 5 січня 1967, Нюрнберг) — німецький політик (ХСС). З 16 березня 2018 року — прем'єр-міністр Баварії та з 19 січня 2019 року — голова партії ХСС.
Зедер є членом парламенту Баварії з 1994 року. З 2007 по 2008 роки він був міністром Баварії з федеральних та європейських питань, з 2008 по 2011 роки — міністром навколишнього середовища та охорони здоров'я Баварії та з 2011 по 2018 роки — міністром фінансів, регіонального розвитку Баварії. Зедер був головним кандидатом від ХСС на державних виборах 14 жовтня 2018 року.

## Біографія

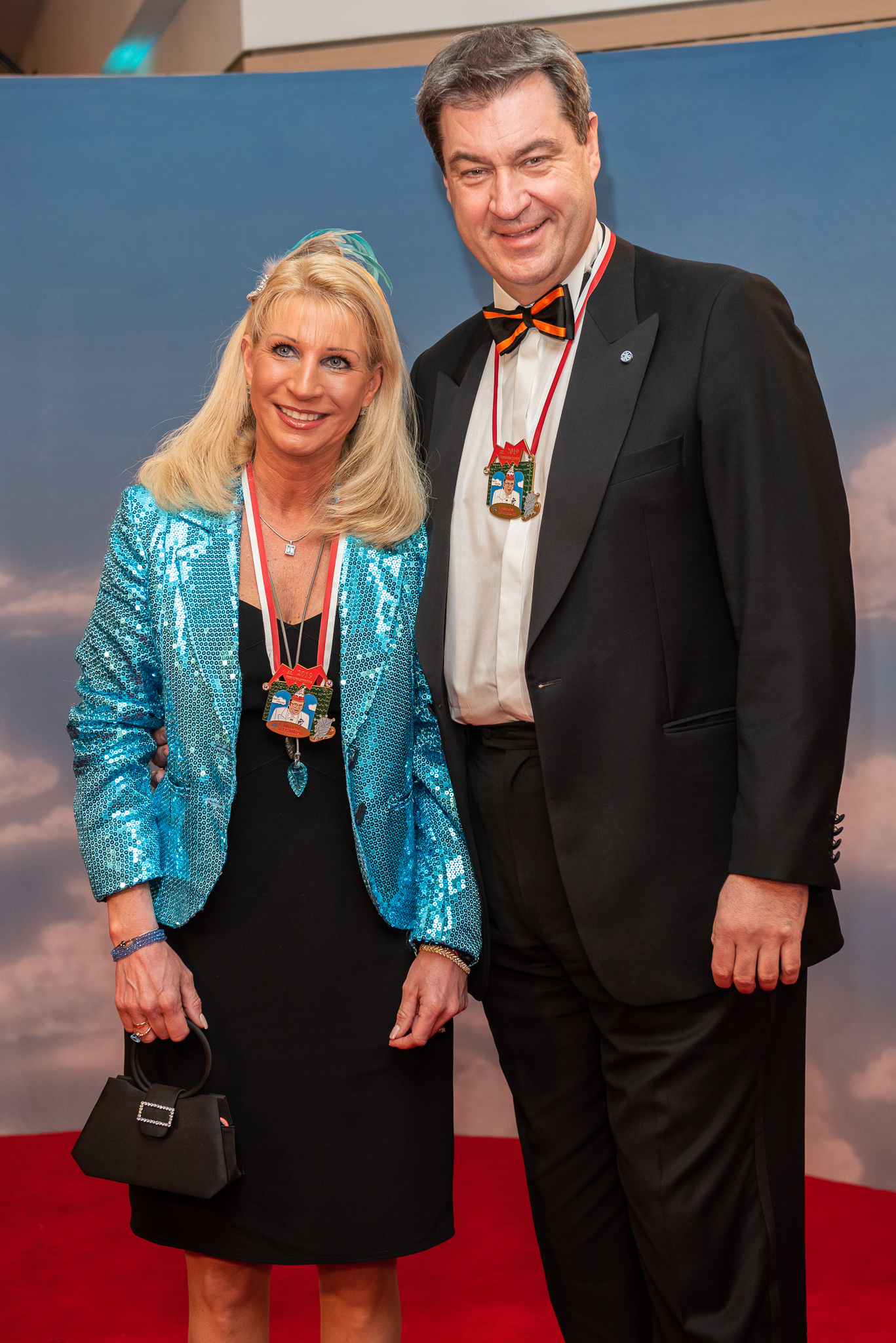
Маркус Зедер з дружиною Карін Баумюллер-Зедер (2019)

### Сім'я
Разом зі своєю сестрою Зедер виріс у консервативній євангельській родині в Нюрнберзі-Швайнау. Його батько Макс (пом. 2002), який був каменярем, та його матір Ренате Зедер (пом. 1994) керували невеликою будівельною компанією у Нюрнберзі. З 1999 року Зедер одружений з Карін Баумюллер-Зедер, яка має диплом з бізнес-адміністрування; у пари є дочка (2000) та двоє синів (2004, 2007). У Зедера є ще одна дочка від семирічних стосунків до шлюбу (1998).

### Освіта
З 1977 року Зедер відвідував гімназію Дюрера в Нюрнберзі. Закінчивши середню школу в 1986 році (середній бал 1,3), він служив у 270 транспортному батальйоні в Нюрнберзі, де проходив військову службу. З 1987 року вивчав право в Університеті імені Фрідріха Олександра в Ерланген-Нюрнберзі, будучи стипендіатом Фонду Конрада Аденауера. Після здачі першого державного іспиту в 1991 році Зедер працював один рік науковим співробітником Департаменту державного управління та з питань канонічного права в Ерланген-Нюрнберзькому університеті. У 1998 році Зедер здобув докторський ступінь з права Ерланген-Нюрнберзького університету, захистивши дисертацію.

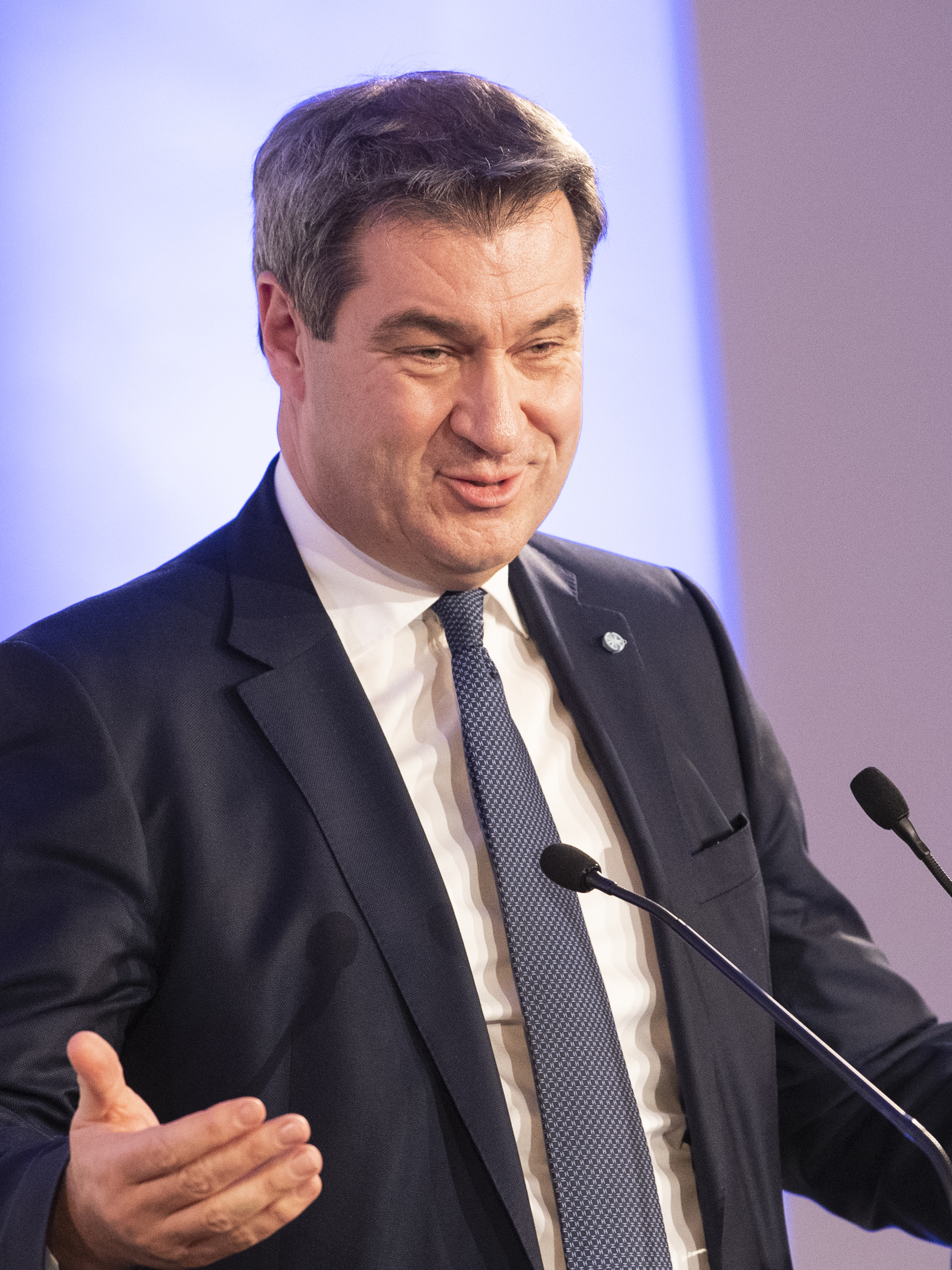
Маркус Зедер на 55-й Мюнхенській конференції з безпеки, 2019

### Робота
З 1992 по 1993 роки пройшов стажування на радіо «Bayerischer Rundfunk» (BR), після чого працював редактором у BR в Мюнхені до 1994 року. 2003 році Зедер, маючи також державний мандат, був керівником центральних корпоративних комунікацій у «Baumüller Holding», які належали його тестеві Ґюнтерові Баумюллеру (1940—2017).

### Приватне життя

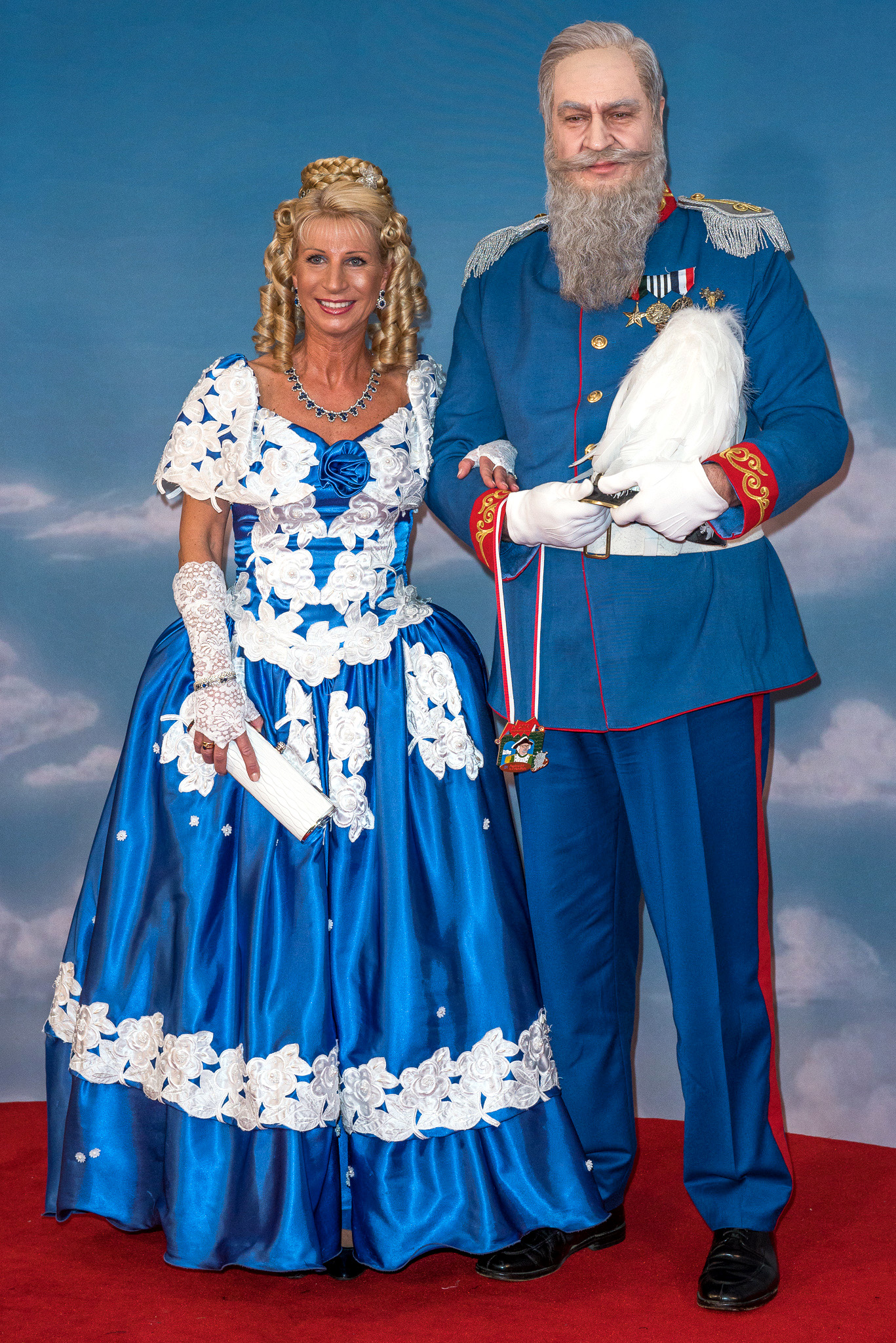
Маркус Зедер як принц-регент Луїтпольд Баварійський зі своєю дружиною на Фастнахт у Франконії (2018)

З часу навчання Зедер є членом Нюрнберзького братства Тевтонія у Шварцбурбунді.
Зедер належить до євангельської лютеранської конфесії і був членом державного синоду в Баварії до квітня 2018 року. Він проживає в Нюрнберзі.

### Молодіжний Союз
У підлітковому віці Зедер був шанувальником прем'єр-міністра Баварії Франца Йозефа Штрауса. Зедер став членом ХСС та Молодіжного союзу в 1983 році. Він залишався членом Молодіжного союзу до досягнення вікового обмеження в 2003 році та був державним головою Молодіжного Союзу Баварії з 1995 по 2003 роки. 

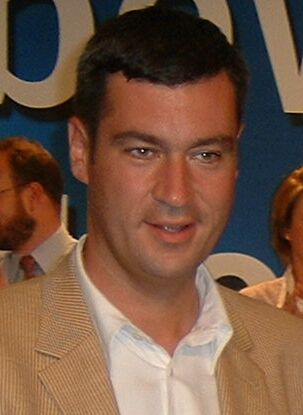
Маркус Зедер, будучи молодим членом ХСС (2003)

### Партія кар'єри в ХСС

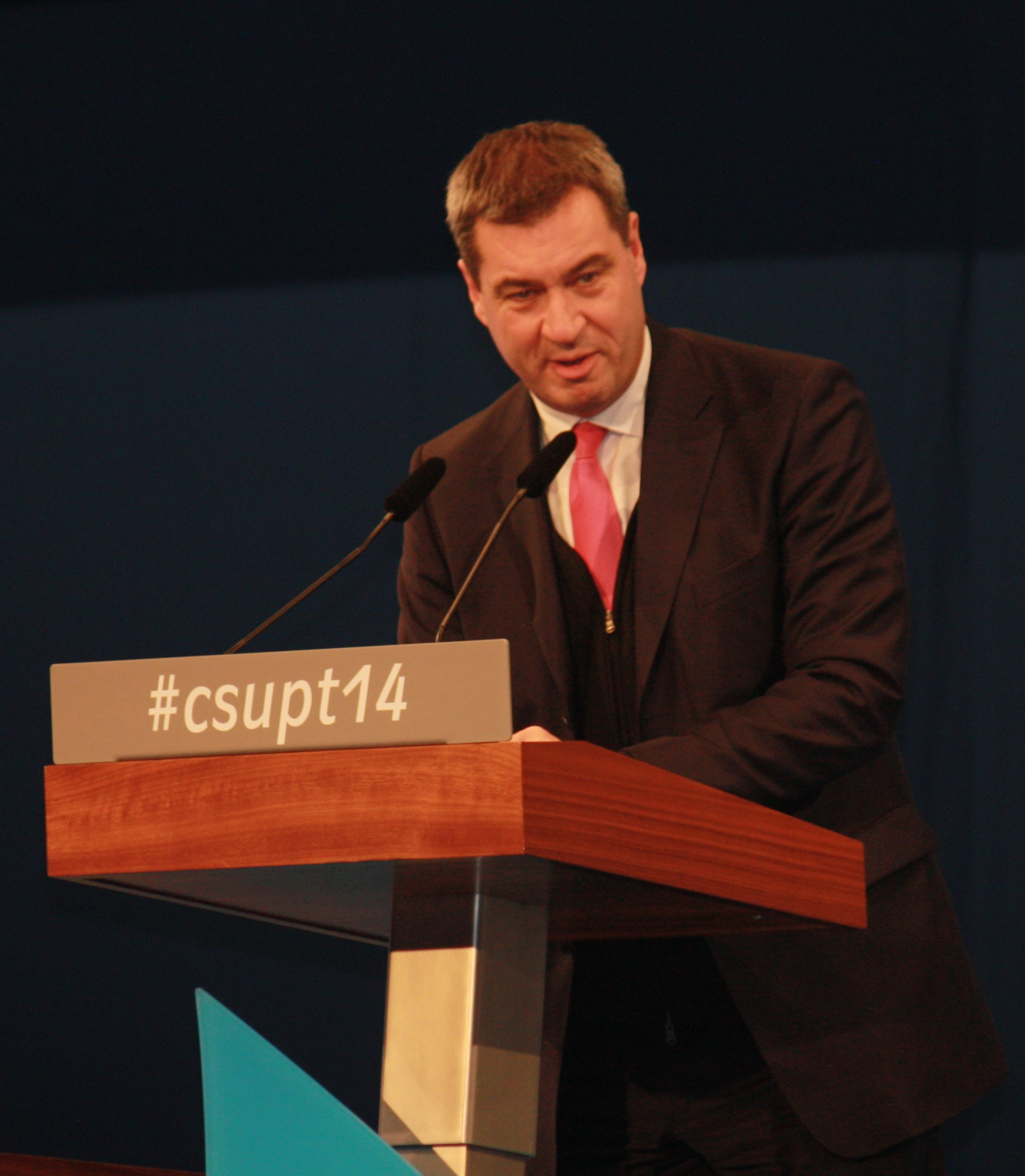
Маркус Зедер на конференції партії ХСС у Нюрнберзі (2014 рік)

З 1997 по 2008 роки Зедер був головою районної асоціації ХСС Нюрнберг-Захід. Він був членом Президії ХСС з 1995 року. У 2000 році його призначили головою комісії з питань ЗМІ.
З 17 листопада 2003 року по 22 жовтня 2007 року Зедер був генеральним секретарем ХСС. Він був членом робочої групи, яка розробляла урядову програму союзних партій на федеральних виборах 2005 року.
У 2008 році Зедер став головою округу Нюрнберг-Фюрт-Швабах. У 2015 році на районному з'їзді партії ХСС його підтримало 98 % делегатів.

У 19 січня 2019 року Зедер був обраний головою ХСС на партійній конференції ХСС в Мюнхені, набравши 87,4 відсотків голосів і ставши наступником Горста Зеегофера. Він став першим головою ХСС протестантської віри. 

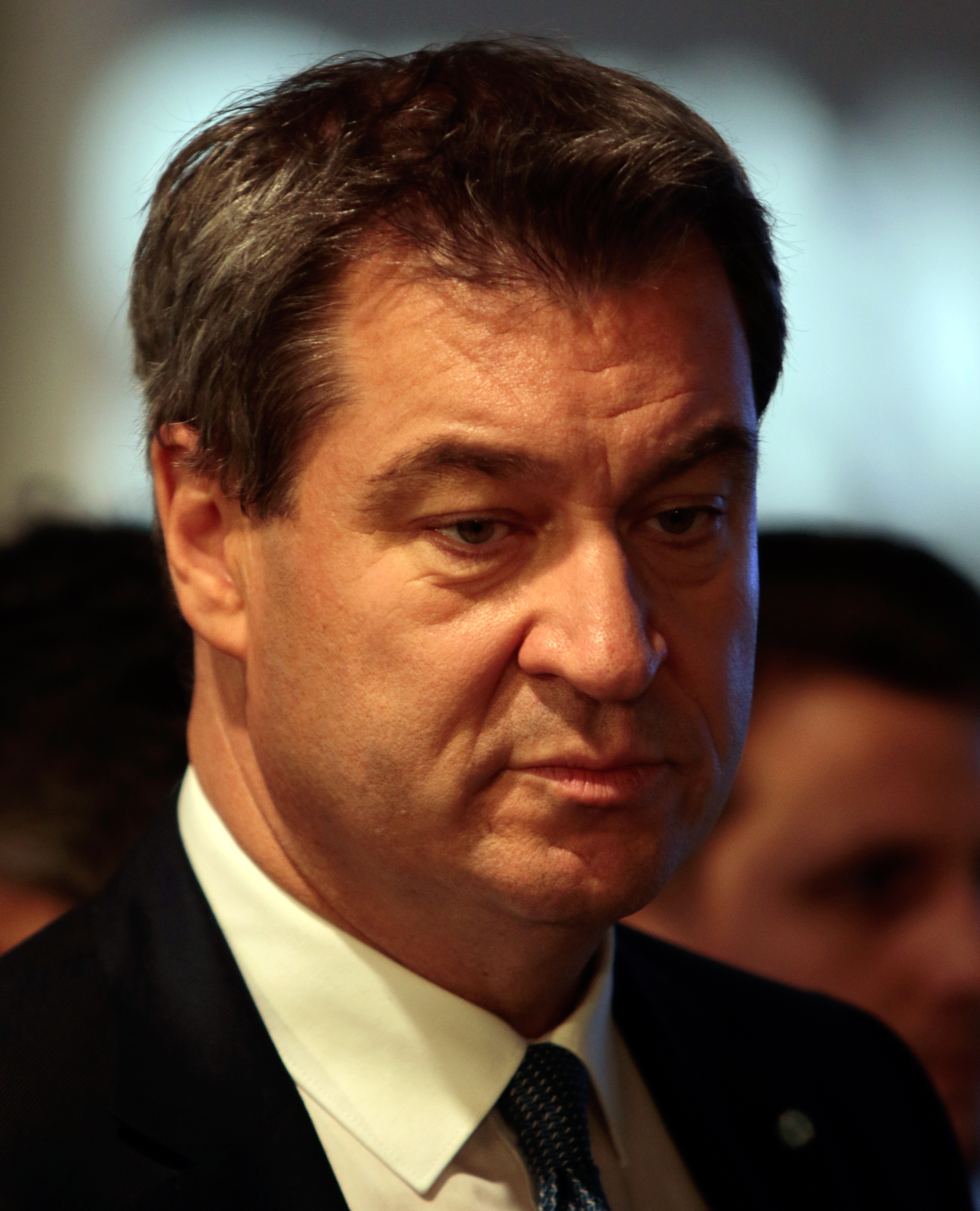
Маркус Зедер у перший день на посаді голови ХСС (19 січня 2019 року)

### Державні посади
Зедер є членом парламенту Баварії в окрузі Нюрнберг-Захід з 1994 року. З 1999 по 2003 роки Зедер був заступником голови комісії Enquête «З новою енергією в нове тисячоліття» і з 2003 по 2007 роки був членом правління депутатської групи ХСС.

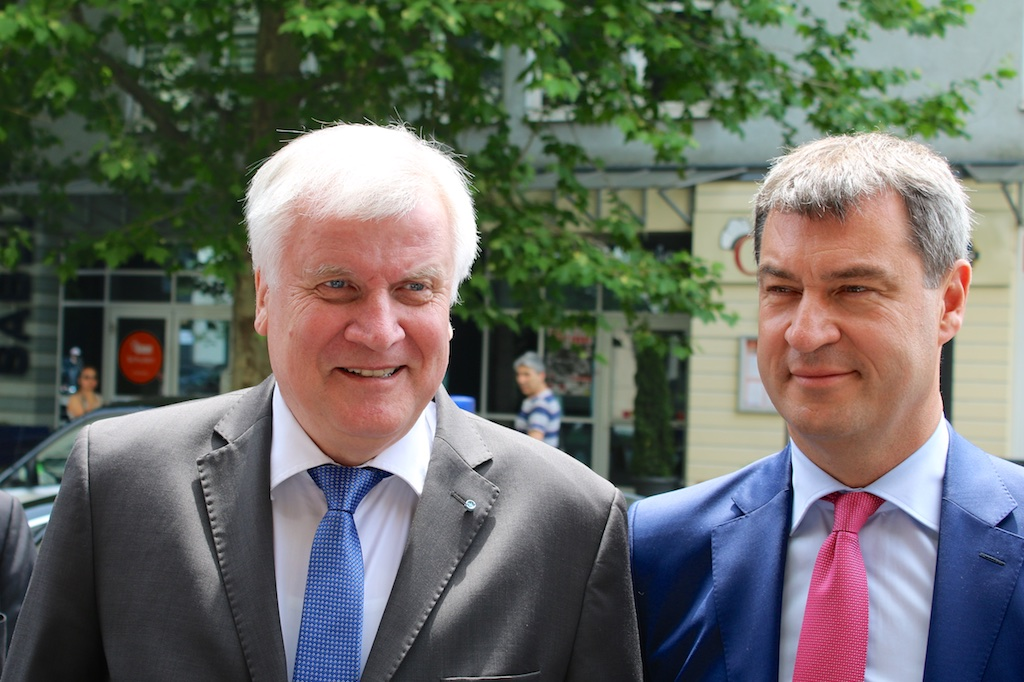
Маркус Зедер (справа) з Горстом Зеегофером (2015)

## Нагороди
- Конституційна медаль Баварії (срібло)
- 2010 рік: Баварський орден «За заслуги»
- 2020: Орден Карла Валентина

## Кабінети
- Кабінет Бекштайна
- Кабінет Зеегофера I
- Кабінет Зеегофера II
- Кабінет Зедера I
- Кабінет Зедера II

## Публікації
- Von altdeutschen Rechtstraditionen zu einem modernen Gemeindeedikt. Die Entwicklung der Kommunalgesetzgebung im rechtsrheinischen Bayern zwischen 1802 und 1818. Dissertation. Erlangen/Nürnberg 1998, {{{first}}} {{{last}}}. Dictionary of National Biography. — L. : Smith, Elder & Co..
- Mit Helge C. Brixner (Hrsg.): Start in die Zukunft. Das Future-Board. Akademie für Politik und Zeitgeschehen, München 1998, ISBN 3-88795-145-X.
- Mit Peter Stein (Hrsg.): Moral im Kontext unternehmerischen Denkens und Handelns. Akademie für Politik und Zeitgeschehen, München 2003, ISBN 3-88795-262-6 (PDF; 315 kB [Архівовано 4 березня 2016 у Wayback Machine.]).

## Вебпосилання
- Вебсайт Маркуса Зедера [Архівовано 26 лютого 2019 у Wayback Machine.]
- Маркус Зедер [Архівовано 15 березня 2020 у Wayback Machine.] на вебсайті уряду штату Баварія
- Бібліографія. Маркус Зедер // Німецька національна бібліотека